# Burlington (Indiana)
Pour les articles homonymes, voir Burlington.
Burlington est une ville américaine située dans le comté de Carroll, dans l’Indiana. Lors du recensement de 2010, sa population s’élevait à 603 habitants.

## Source
- (en) Cet article est partiellement ou en totalité issu de l’article de Wikipédia en anglais intitulé « Burlington, Indiana » (voir la liste des auteurs).